# Fosbergia petelotii
Fosbergia petelotii är en måreväxtart som beskrevs av Elmer Drew Merrill, Deva D. Tirvengadum och Claude Henri Léon Sastre. Fosbergia petelotii ingår i släktet Fosbergia och familjen måreväxter. Inga underarter finns listade i Catalogue of Life.